# Ашје ле Гран
Ашје ле Гран (фр. Achiet-le-Grand) насеље је и општина у североисточној Француској у региону Север-Па де Кале, у департману Па де Кале која припада префектури Арас.
По подацима из 2011. године у општини је живело 1.050 становника, а густина насељености је износила 206,69 становника/km². Општина се простире на површини од 5,08 km². Налази се на средњој надморској висини од 117 метара (максималној 136 m, а минималној 104 m).

## Демографија
| 1962. | 1968. | 1975. | 1982. | 1990. | 1999. | 2011. |
| ----- | ----- | ----- | ----- | ----- | ----- | ----- |
| 754   | 774   | 787   | 890   | 948   | 1.016 | 1.050 |

График промене броја становника у току последњих година